# 遠藤茂 (外交官)
遠藤 茂（えんどう しげる、1948年10月16日 -）は、日本の外交官。2009年から2012年までサウジアラビア駐箚特命全権大使。退官後も、外務省参与として、イラク問題担当大使やGCC及び湾岸地域担当大使を務める。

## 人物
福島県出身。米国ノースダコタ州留学(AFS)、早稲田大学高等学院を経て、1972年早稲田大学理工学部応用物理学科卒業。1974年早稲田大学大学院経済学研究科を修了し、1974年外務省に入省する。1975年から三年間、アラビア語研修生としてレバノン、カイロ大学、オックスフォード大学などに留学。
1985年国連代表部。1992年国際エネルギー課長。1994年中東一課長。1998年在サウジアラビア日本国大使館公使。2000年中東アフリカ局参事官を経て、中東アフリカ局審議官。2002年領事移住部審議官。2003年8月からジュネーブ国際機関代表部大使兼ジュネーブ総領事。2007年チュニジア大使を経て、2009年8月からサウジアラビア大使。2012年10月30日退任。

## 経歴
- 1972年 早稲田大学理工学部応用物理学科卒業
- 1974年 早稲田大学大学院経済学研究科修了、外務省入省
- 1985年 国際連合日本政府代表部勤務
- 1886年 在イラク日本国大使館
- 1989年 経済協力開発機構出向
- 1992年 外務省経済局国際エネルギー課長
- 1994年 外務省中近東アフリカ局中近東第一課長
- 1995年 在フィリピン日本国大使館参事官
- 1997年 マニラ総領事 兼任
- 1998年 在サウジアラビア日本国大使館公使
- 2000年 外務省大臣官房外務参事官兼中近東アフリカ局
- 2001年 外務省大臣官房審議官兼中東アフリカ局
- 2002年 外務省大臣官房審議官兼大臣官房領事移住部
- 2003年 在ジュネーブ国際機関日本政府代表部大使兼ジュネーブ総領事
- 2007年 駐チュニジア特命全権大使
- 2009年 駐サウジアラビア特命全権大使
- 2012年10月30日 退任[5]。
- 2013年6月26日 飯野海運株式会社社外取締役[6]
- 2013年6月27日 日揮株式会社社外取締役[7]
- 2014年 外務省参与、イラク問題担当大使
- 2015年 外務省参与、GCC及び湾岸地域担当大使[8]
- 2023年 瑞宝中綬章受章[9]。

## 同期
- 佐々江賢一郎（12年駐米大使・10年外務事務次官・08年政務担当外務審議官）
- 林景一（11年駐英大使・08年内閣官房副長官補・08年駐アイルランド大使）
- 小田部陽一（11年ジュネーブ国際機関政府代表部大使・08年経済担当外務審議官）
- 吉川元偉（13年国連大使・10年OECD大使・09年アフガニスタン・パキスタン支援担当大使・06年駐スペイン大使）
- 高松明（11年駐スロバキア大使・科学技術振興機構理事・06年駐キューバ大使）
- 石田仁宏（08年駐アルゼンチン大使・05年駐ペルー大使・72年語学研修員採用、74年外務省公務員採用上級試験に合格して再入省）
- 四宮信隆（10年駐ポルトガル大使・07年駐ドミニカ共和国大使）
- 原田親仁（16年日露関係担当大使・11年駐露大使・08年駐チェコ大使）
- 目賀田周一郎（11年駐メキシコ大使・08年駐ペルー大使）
- 卜部敏直（11年駐フィリピン大使・07年駐アイルランド大使）
- 多賀敏行（12年駐ラトビア大使･09年駐チュニジア大使）
- 斉藤隆志（10年駐ミャンマー大使・06年駐セネガル大使）
- 城田安紀夫（10年駐ノルウェー大使・07年駐イラン大使・04年イラク復興支援等調整担当大使・01年駐カタール大使）
- 山本忠通（12年駐ハンガリー大使・10年アフガニスタン・パキスタン支援担当大使・08年ユネスコ日本政府代表部大使）
- 山中誠（11年駐ポーランド大使・10年科学技術担当大使・07年駐シンガポール大使）
- 佐藤重和（12年駐タイ王国大使・10年駐オーストラリア大使）
- 中根猛（12年駐独大使・09年ウィーン国際機関代表部大使）
- 黒木雅文（13年駐セルビア大使・09年駐カンボジア大使）
- 西ヶ廣渉（14年宮内庁宮務主管・12年駐ルクセンブルク大使・09年駐リビア大使）
- 吉澤裕（12年駐南アフリカ共和国大使・08年駐フィジー大使）
- 貞岡義幸（10年駐パラオ大使）
- 寒川富士夫（10年駐マラウイ大使）
- 沼田幹男（12年駐ミャンマー大使・11年外務省領事局長）
- 白石和子（12年駐リトアニア大使）
- 高橋二雄（13年駐アゼルバイジャン大使）
- 小池孝行（13年駐キルギス大使）
- 中北徹（07年アジア・ゲートウェイ戦略会議座長代理）

## 著作

### 論文
- 『日本とサウジアラビアの間に虹の橋をかけよう』（『サウジアラビアと日本 －その素顔と絆－』サウジアラビア王国大使館文化部編 , 2010，BB21007410に収録）